# Chiến tranh văn hóa
Chiến tranh văn hóa (tiếng Anh: culture war) là sự xung đột văn hóa giữa các nhóm xã hội khác nhau.

## Chiến tranh văn hóa theo quốc gia

### Hoa Kỳ

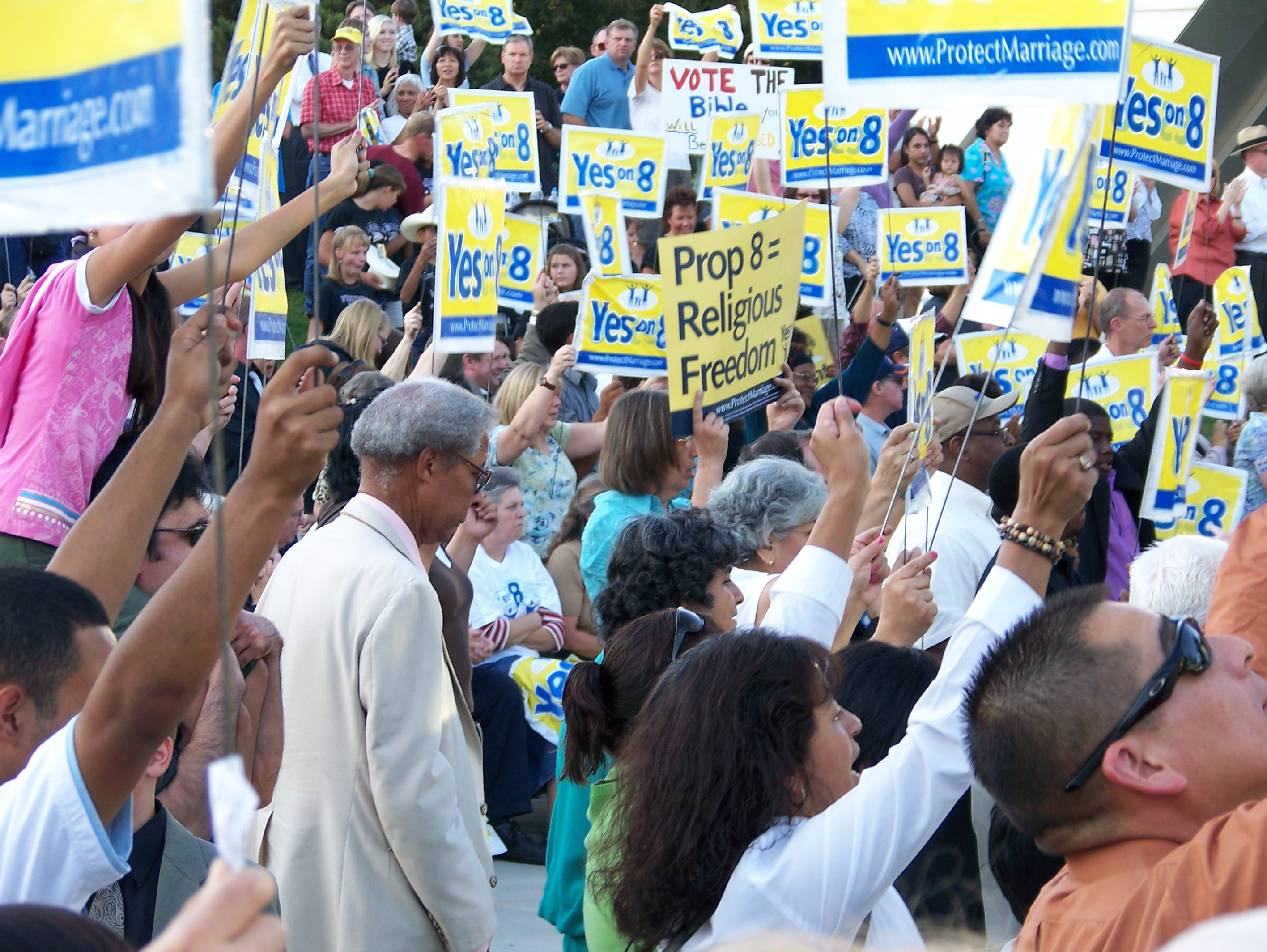
Ủng hộ Dự luật 8, một mục trong lá phiếu California năm 2008 để cấm hôn nhân đồng giới

Theo cách dùng từ của người Mỹ, thuật ngữ "chiến tranh văn hóa" nói về một cuộc xung đột giữa những giá trị văn hóa được coi là truyền thống hoặc bảo thủ và những giá trị được coi là tiến bộ hoặc tự do ở nước Mỹ. Thuật ngữ "chiến tranh văn hóa" trong cách hiểu này được cho là ra đời vào những năm 1960.